# Athena Manoukian
Athena Manoukian (armensk: Աթենա Մանուկեան; græsk: Αθηνά Μανουκιάν; født 22. maj 1994), er en græsk sangerinde af armensk oprindelse.
I 2007 deltog Manoukian i talentvisningen "This Is What's Missing", og vandt førstepræmie. I 2011 udgav hun sin første single "Party Like A Freak".
Manoukian skulle have repræsenteret Armenien ved Eurovision Song Contest 2020 i Rotterdam, der imidlertid blev aflyst på grund af COVID-19-pandemien.

## Diskografi

### Singles
As lead artist
| Titel                                   | Sprog                      | År   | Album             |
| --------------------------------------- | -------------------------- | ---- | ----------------- |
| "I Surrender"                           | Engelsk                    | 2012 | Non-album singles |
| "Na Les Pos M'Agapas" (featuring S i N) | Græsk                      | 2012 | Non-album singles |
| "XO"                                    | Engelsk                    | 2014 | Non-album singles |
| "Chains on You"                         | Engelsk                    | 2020 | TBA               |
| "Dolla"                                 | Engelsk                    | 2020 | TBA               |
| "You Should Know"                       | Engelsk                    | 2021 | TBA               |
| "OMG"                                   | Engelsk, tysk              | 2021 | TBA               |
| "Kiss Me In The Rain"                   | English                    | 2022 | TBA               |
| "Loca" (With Limitless)                 | Spansk, græsk              | 2022 | TBA               |
| "Bom Bom"                               | Spansk, engelsk, Spanglish | 2022 | TBA               |

Som featured kunstner
| Titel                                                    | År   | Album            |
| -------------------------------------------------------- | ---- | ---------------- |
| "Party Like a Freak" (DJ Kas featuring Athena Manoukian) | 2011 | Non-album single |